# Воронуха
Воронуха — река в России, протекает по Кашинскому району Тверской области и Угличскому району Ярославской области. Устье реки находится в 15 км по правому берегу реки Пукша от её устья. Длина реки составляет 11 км.
Сельские населённые пункты у реки: Кашинский район — Рождествено, Дьяконово 2-е, Коськово, Бабеево; Угличский район — Родичево, Ивашево, Федорково; устье находится напротив деревни Иванищи.

## Данные водного реестра
По данным государственного водного реестра России относится к Верхневолжскому бассейновому округу, водохозяйственный участок реки — Волга от Иваньковского гидроузла до Угличского гидроузла (Угличское водохранилище), речной подбассейн реки — бассейны притоков (Верхней) Волги до Рыбинского водохранилища. Речной бассейн реки — (Верхняя) Волга до Куйбышевского водохранилища (без бассейна Оки).
Код объекта в государственном водном реестре — 08010100812110000004360.